# Igor Razoronov
Igor Anatoliovitch Razoronov (em ucraniano:  Ігор Анатолійович Разорьонов; 25 de março de 1970, Krasni Liman, Donetsk) é um halterofilista da Ucrânia.
Nos Jogos Olímpicos de Verão de 2004, Razoronov herdou a medalha de prata na categoria até 105 kg, após a declassificação do húngaro Ferenc Gyurkovics, por uso de doping.
Nos Jogos de 2008, ele ficou em sexto lugar na mesma categoria; porém, Razoronov foi desclassificado por doping, pois foi constatada a presença de nandrolona em seu sangue.